# Magadha nebulosa
Magadha nebulosa är en insektsart som beskrevs av William Lucas Distant 1906. Magadha nebulosa ingår i släktet Magadha och familjen vedstritar.
Artens utbredningsområde är Sri Lanka. Inga underarter finns listade i Catalogue of Life.